# Adam Scheidt
Adam Scheidt (* 14. Februar 1854 in Bayern; † 1933 in Norristown) war ein deutschamerikanischer Brauer und gemeinsam mit seinem Bruder Charles Inhaber der C. & A. Scheidt Company, die er später als Präsident unter dem Namen Adam Scheidt Brewing Company leitete.

## Leben
Adam Scheidts Eltern waren der Müller Johann Adam Scheidt (* 23. September 1809; † 29. April 1894) und Maria Catherine Scheidt (geb. Pfleger). Er war das jüngste von insgesamt elf Kindern und erlernte als Jugendlicher das Brau- und Küferhandwerk.
Am 12. Dezember 1874 trat er seinen Militärdienst an und wurde in Metz stationiert. Ab März des darauffolgenden Jahres war er fünf Monate an einer Offiziersschule, nach deren Abschluss er befördert wurde und wieder zu seiner Einheit zurückkehrte. Im September 1876 wurde er nach Zwybriiken verlegt und erneut befördert. Ein Jahr später wurde er ehrenhaft entlassen.
Im März 1878 emigrierte er in die USA und stieg in die Brauerei seines älteren Bruders Charles ein. Charles war zuvor bereits als Gastronom tätig gewesen, bevor er 1870 die Brauerei der Moeshlin-Brüder kaufte.
Gemeinsam leiteten sie das Unternehmen bis zum 9. Oktober 1884, als Charles verstarb. Adam Scheidt übernahm daraufhin die Leitung der Brauerei. Unter ihm wurde sie 1890 offiziell als Adam Scheidt Brewing Company angemeldet. 1891 unternahm er eine ausgedehnte Reise nach Deutschland.
Scheidt führte sein Unternehmen mit Erfolg: Bis zum Beginn der Prohibition war die Scheidt-Brauerei die zehntgrößte der insgesamt 50 Brauereien in der Region um Philadelphia. In der Folgezeit führte Scheidt seinen Sohn Adam Scheidt Jr., der 1906 seinen Abschluss am Pennsylvania Military College machte, in das Geschäft ein.
Neben seiner unternehmerischen Tätigkeit war Adam Scheidt in verschiedenen anderen Branchen, Organisationen und Vereinen aktiv. Er war Präsident der Penn Trust Company, der First National Bank of Norristown, der Central Trust Company of Philadelphia und hielt Anteile an weiteren Betrieben in Pennsylvania und anderen US-Bundesstaaten.
Scheidt war evangelisch. In der Politik vertrat er republikanische Meinungen. Er verstarb 1933 aufgrund einer Lungenentzündung. Er liegt auf dem Riverside Cemetery in Norristown begraben. Sein Sohn Adam Scheidt Jr. übernahm die Leitung der Brauerei. Die Adam Scheidt Brewing Company war noch bis 1974 in Betrieb, als sie von der C. Schmidt & Sons geschlossen wurde.

## Familie
Adam Scheidt heiratete am 30. Januar 1883 Rosa Isabella Hindennach (* 1862; † 5. Mai 1944), Tochter des Küfers und Brauers Jacob Friedrich Hindennach und Christina Hindennach (geb. Koelblin). Aus der Ehe gingen acht Kinder hervor:
- Adam Jacob (* 11. April 1884; † 1966)
- Harry Adolph (* 25. März 1886; † 19. Juli 1886)
- Anna Amelia (* 4. April 1888; † 4. Dezember 1888)
- Nina Rosa (* 27. April 1891; † 4. Mai 1909)
- Helen Christina (* 22. September 1892; † unbekannt)
- Katharina Augusta (* 25. Juli 1894; † unbekannt)
- Karl Friedrich (* 5. April 1896; † 1966)
- Louis Paul (* 4. Februar 1898; † unbekannt)

Das Familiengrab befindet sich auf dem Riverside Cemetery in Norristown.